# Lijst van Portugese hoofdwegen
De Itinerários Principais (hoofdroutes) in Portugal vormen het fundamentele netwerk van het wegennet van het land. De routes lopen over de nummers van Autoestradas en Estradas Nacionais.
| Nummer | Route | Wegnummers                               | Lengte |
| ------ | --- | ---------------------------------------- | ------ |
| IP 1   | Valença - Braga - Porto - Aveiro - Coimbra - Leiria - Santarém - Lissabon - Montijo - Setúbal - Aljustrel - Faro - Castro Marim | A3 A20 A1 A12 A2 A22                     | 734 km |
| IP 2   | Portelo - Bragança - Guarda - Covilhã - Castelo Branco - Portalegre - Évora - Beja - Ourique - Faro                             | N103-7 A4 N102 A25 A23 N18 A6 N18 A2 A22 | 564 km |
| IP 3   | Vila Verde da Raia - Vila Real - Lamego - Viseu - Coimbra - Figueira da Foz                                                     | A24 N2 A14                               | 279 km |
| IP 4   | Porto - Vila Real - Bragança - Quintanilha                                                                                      | A4                                       | 237 km |
| IP 5   | Aveiro - Viseu - Guarda - Vilar Formoso                                                                                         | A25                                      | 204 km |
| IP 6   | Peniche - Caldas da Rainha - Rio Maior - Santarém - Torres Novas - Abrantes - Castelo Branco                                    | A8 A15 A1 A23                            | 219 km |
| IP 7   | Lissabon - Setúbal - Évora - Estremoz - Elvas - Caia e São Pedro                                                                | A2 A6                                    | 225 km |
| IP 8   | Sines - Santiago do Cacém - Beja - Serpa - Vila Verde de Ficalho                                                                | A26 N259 N121 N260                       | 154 km |
| IP 9   | Viana do Castelo - Ponte de Lima - Braga - Guimarães - Amarante - Vila Real                                                     | A27 A3 A11 A4                            | 161 km |

Autoestrada · 
Itinerário Principal · 
Itinerário Complementar · 
Estrada Nacional · 
Estrada Regional · 
Estrada Municipal